# Торгаєв Павло Вікторович
Павло Вікторович Торгаєв (рос. Павел Иванович Торгаев; нар. 25 січня 1966, м. Бор, СРСР) — радянський російський хокеїст, центральний нападник. Помічник головного тренера «Торпедо» (Нижній Новгород).

## Біографія
Вихованець хокейної школи «Торпедо» (Горький). Виступав за «Торпедо» (Горький)/(Нижній Новгород), «Кієкко-67», ТПС (Турку), ЮІП (Ювяскюля), «Сент-Джон Флеймс» (АХЛ), «Калгарі Флеймс», «Лугано», «Давос», «Фрібур-Готтерон», «Тампа-Бей Лайтнінг», «Сєвєрсталь» (Череповець).
В чемпіонатах СРСР і Росії провів 600 матчів, 113 голів. У чемпіонатах Фінляндії — 104 матчі, 32 голи. В чемпіонатах НХЛ — 41 матч, 6 голів, у турнірах Кубка Стенлі — 1 матч. У чемпіонатах Швейцарії — 106 матчів, 53 голи.
У складі національної збірної СРСР/Росії провів 35 матчів (7 голів); учасник зимових Олімпійських ігор 1994, учасник чемпіонату світу 1995. У складі молодіжної збірної СРСР учасник чемпіонатів світу 1985 і 1986. У складі юніорської збірної СРСР учасник чемпіонату Європи 1984.

## Досягнення
- Срібний призер чемпіонату Фінляндії (1994)
- Срібний призер чемпіонату Швейцарії (1998)
- Володар Кубка Європи серед клубів (1994)

## Тренерська кар'єра
- Помічник головного тренера «Торпедо» (Нижній Новгород) (з 2011, КХЛ).